# Crepidomanes
Crepidomanes is een geslacht van ongeveer 35 soorten varens uit de vliesvarenfamilie (Hymenophyllaceae). Het zijn kleine epifytische of lithofytische varens uit de tropen van de Oude Wereld.

## Naamgeving en etymologie
- Synoniemen: Crepidium Presl (1843), Lacostea van den Bosch (1906), Lacosteopsis (Prantl) Nakaike (1975), Mortoniopteris Pichi-Serm. (1977), Taschneria Presl (1849-51), Trichomanes subgen. Crepidomanes C. Presl (1851), Trichomanes subgen. Lacostea (v. d. Bosch) C. Chr. (1906)

De botanische naam Crepidomanes is afgeleid van het Oudgriekse κρηπίς, krēpis (pantoffel) en μάνης, manēs (beker).

## Kenmerken
Crepidomanes-soorten zijn kleine tot zeer kleine overblijvende planten met onregelmatig vertakte, kruipende rizomen. De bladen staan ver uiteen, zijn bijna transparant, slechts één cellaag dik, en dragen geen huidmondjes. Ze zijn meervoudig geveerd of handvormig samengesteld, glad of behaard, en hebben een getande bladrand. De bladsteel is spoelvormig en gevleugeld.
De sporenhoopjes zitten op de tot buiten het blad verlengde nerven op de top van de blaadjes, en dragen bekervormige dekvliesjes. Crepidomanes onderscheidt zich van Hymenophyllum door het receptaculum, een haarvormig uitgroeisel van het sporenhoopje, dat als een borsteltje boven het dekvliesje uit steekt.

## Habitaten verspreiding
Crepidomanes-soorten zijn epifytische of lithofytische planten uit de tropen van de Oude Wereld, voornamelijk Afrika.

## Taxonomie enfylogenie
Volgens de taxonomische beschrijving van Smith en anderen uit 2006 is Crepidomanes een monotypische groep binnen de vliesvarenfamilie.
Het geslacht omvat naargelang de bron 35 tot 120 soorten.

## Soortenlijst
- Crepidomanes amabile (Nakai) K.Iwats. (1985)
- Crepidomanes aphlebioides (Christ) I.M.Turner (1995)
- Crepidomanes barnardianum (Bailey) Tind. (1963)
- Crepidomanes bilabiatum (Nees & Blume) Copel. (1938)
- Crepidomanes bilobatum (Alderw.) Copel. (1938)
- Crepidomanes bipunctatum (Poir. in Lam.) Copel. (1938)
- Crepidomanes birmanicum (Bedd.) K.lwats. (1985)
- Crepidomanes brevipes (Presl) Copel. (1938)
- Crepidomanes cystoserioides (Christ) K.lwats. (1985)
- Crepidomanes euphlebium (Bosch) R.D.Dixit & S.R.Ghosh (1984)
- Crepidomanes fargesii (Christ) K.lwats. (1985)
- Crepidomanes griffithii (Bosch) R.D.Dixit & Ghosh (1984)
- Crepidomanes hainanense Ching ex Ching & Wang (1959)
- Crepidomanes johnstonensis (Bailey) Iwats. (1985)
- Crepidomanes kurzii (Beddome) Tag. & lwatsuki (1975)
- Crepidomanes latealatum (v.d. Bosch) Copel. (1938)
- Crepidomanes latemarginale (D. C. Eaton) Copel. (1938)
- Crepidomanes liboense P. S. Wang (1987)
- Crepidomanes liukiuense K. Iwats. (1985)
- Crepidomanes lofoushanense (Ching) K.lwats. (1985)
- Crepidomanes majorae (Watts) Wakef. (1949)
- Crepidomanes maximum (Blume) K.Iwats. (1985)
- Crepidomanes megistostomum (Copel.) Copel. (1938)
- Crepidomanes nymanii (Christ) Copel. (1938)
- Crepidomanes parvifolium (Baker) K.lwats. (1985)
- Crepidomanes pervenulosum (Alderw.) Copel. (1938)
- Crepidomanes pinnatifidum Ching & Chiu (1959)
- Crepidomanes rothertii (Alderw.) Copel. (1938)
- Crepidomanes rupicolum (Racib.) Copel. (1938)
- Crepidomanes sarawakense Iwatsuki (1965)
- Crepidomanes subclathratum (K.lwats.) K.Iwats.
- Crepidomanes tiendongense Ching & C.F.Zhang (1983)
- Crepidomanes venosum (R. Br.) Bostock (1998)
- Crepidomanes walleri (Watts) Tind. (1963)
- Crepidomanes zayuense Ching & S. K. Wu (1983)

Abrodictyum · Callistopteris · Cephalomanes · Crepidomanes · Didymoglossum · Hymenophyllum · Polyphlebium · Trichomanes · Vandenboschia